# Lael
Der Lael ist ein Fluss in der schottischen Council Area Highland beziehungsweise in der traditionellen Grafschaft Ross-shire.

## Beschreibung
Der Lael entspringt am Nordhang des Beinn Dearg. Der 1084 Meter hohe Berg markiert die Wasserscheide der Highlands, da an den Süd-, Ost- und Westhängen entspringende Bäche nach Osten über Loch Glascarnoch in den Cromarty Firth entwässern. Der Lael folgt über weite Strecken seines Laufs einer nordwestlichen Richtung. Dann dreht er nach Westen und mündet nach etwa neun Kilometern in den Loch Broom. Der Broom mündet nur wenige Meter westlich in den Fjord. Auf seinem Lauf nimmt der Lael verschiedene Bergbäche auf. Kurz vor seiner Mündung quert die A835 den Fluss. Wenige Meter flussaufwärts der 1964 errichteten Brücke überspannt die aus den 1790er Jahren stammende, denkmalgeschützte Inverlael Bridge den Lael mit einem Bogen.

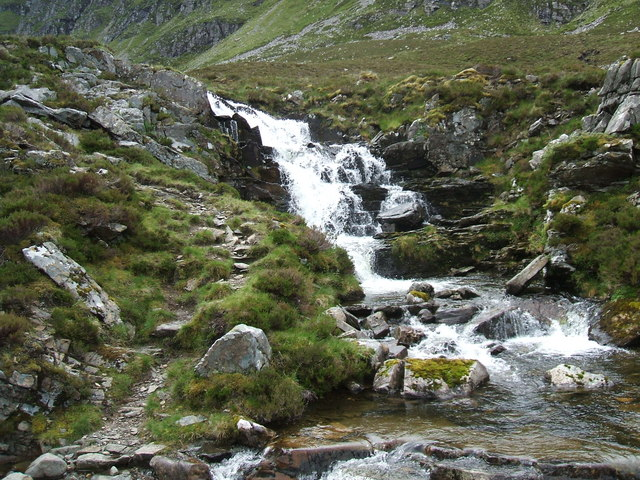
Wasserfälle des Lael
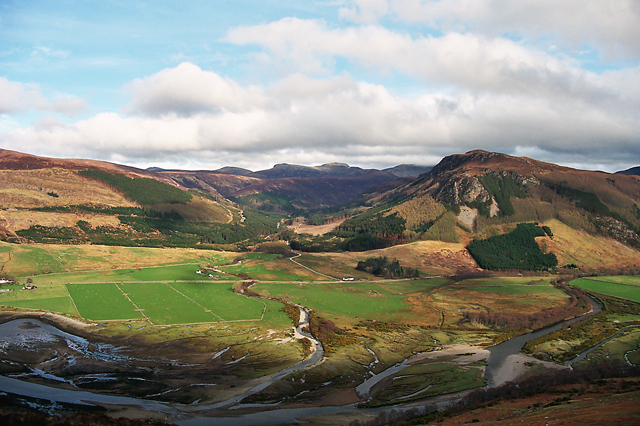
Mündung in den Loch Broom: Rechts der Broom, links der Lael
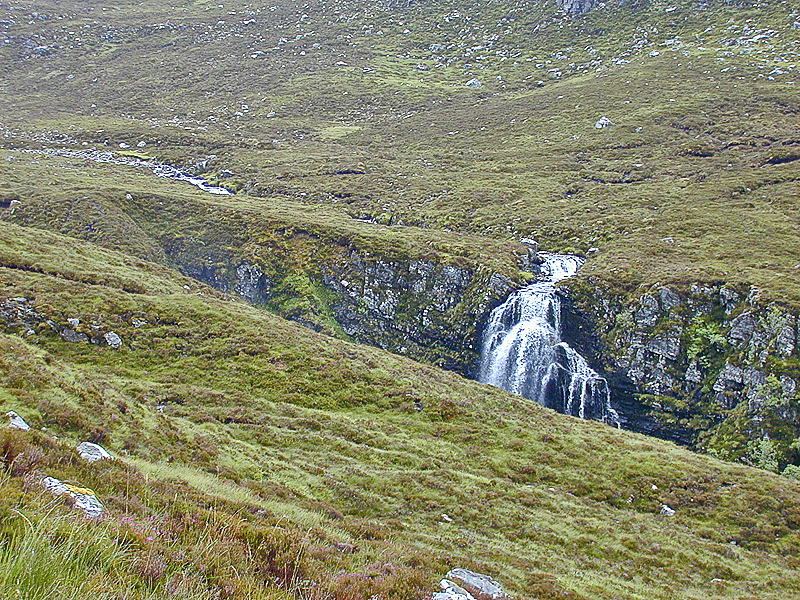
Mündung eines Baches in den Lael
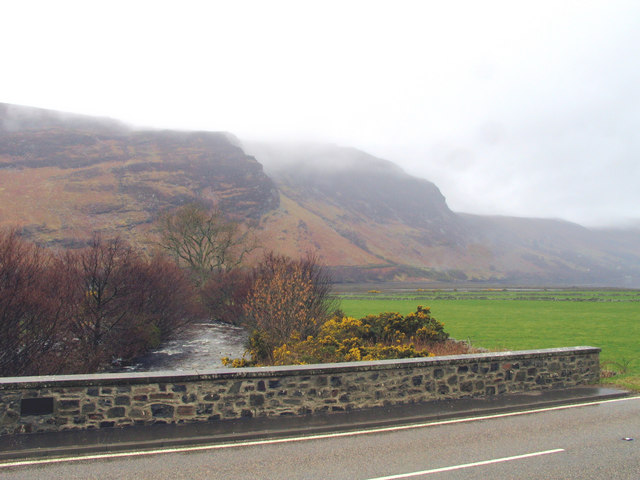
Querung der A835